# Baltagul
Baltagul (en català: La destral) és una novel·la policíaca del 1930 escrita per Mihail Sadoveanu.

## Argument
El personatge principal de la novel·la és Vitoria Lipan, la dona d'un pastor que viu al poble moldau Măgura Tarcăului. Vitòria té la premonició del seu marit Nechifor, que ha anat al poble de Dorna a comprar més ovelles, ha mort. El mossèn local i el prefecte del comtat rebutgen la seva premonició, però per a Vitòria els símbols i supersticions arcaiques són més fiables que els llibres dels sacerdots o la ciència dels funcionaris del govern. Ella truca a casa al seu fill Gheorghiță, que treballa al poble de Jijia, on esperava notícies del seu pare per pagar alguns deutes. Vitoria i Gheorghiță s'embarquen en un viatge mític, al final del qual troben el cadàver de Nechifor i es vengen dels lladres que el van matar. La decidida i intel·ligent Vitoria Lipan és un personatge femení únic a la novel·la tradicionalista romanesa, malgrat els estereotips femenins.
La destral es considera l'obra més gran de Sadoveanu i una adaptació creativa de temes de la famosa balada romanesa Miorița, que va inspirar la novel·la. La novel·la utilitza l'estructura èpica de la balada i el conflicte entre els tres vilatans i la perseverança de Vitòria en la recerca del seu marit mort. L'autor també es va inspirar en altres balades populars, de mitjans del segle xix, de Vasile Alecsandri; "Șalga", d'on surt el tema de la valenta dona del poble que busca grups de lladres i es venja dels seus crims – i "Dolca", de la qual l'autor va agafar el vincle entre els humans i la natura.
La destral es considera una monografia d'un poble tradicional romanès perquè mostra els aspectes de la tipologia del poble amb tradicions i supersticions romaneses; bateig, casament i funeral. El títol es basa en l'arma que fa confessar els dos criminals, però també fa referència a l'arma amb la qual va ser assassinat el pastor mort. La novel·la està dividida en 16 capítols. Va ser adaptada a una pel·lícula homònima, Baltagul, que va ser dirigida per Mircea Mureșan i estrenada l'octubre de 1969; Vitoria Lipan va ser interpretada per Margarita Lozano.

## Parcel·la

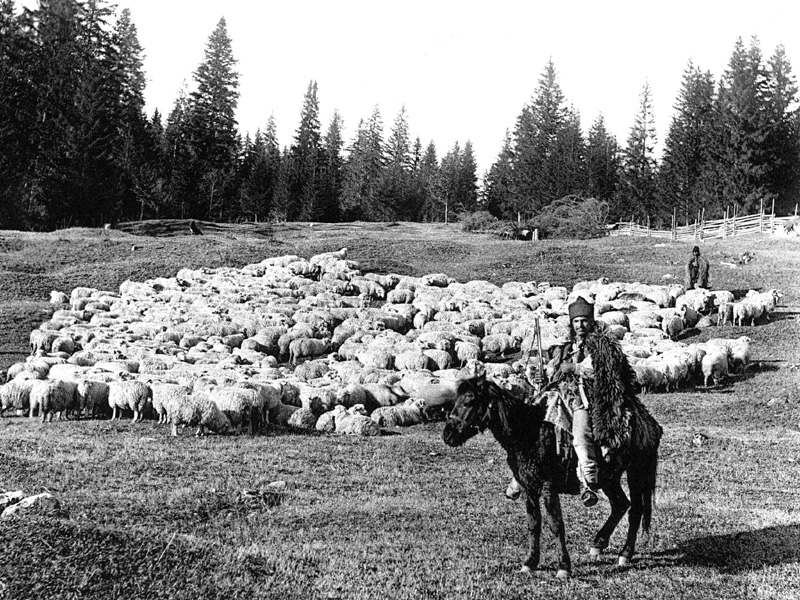
Ramat d'ovelles a les muntanyes de Rarău a principis del.

A Dorna, pels volts de la festa de Sant Demetri (26 d'octubre), el pastor Nechifor Lipan marxa cap a Rarău per comprar unes ovelles a un vilatan. En Nechifor no torna a casa de Tarcău i no dona cap senyal de vida durant vint dies. Va traslladar les ovelles del poble de Cristești (prop de Iași a les seves pastures d'hivern al riu Jijia). Nechifor necessita pagar els seus deutes pel farratge i els salaris dels treballadors, i necessita tornar a casa amb el seu fill, Gheorghiță. Després d'esperar un mes, l'esposa de Nechifor, Vitòria, somia una nit que Nechifor munta un cavall cap a la posta de sol, i creu que està mort.
Després de les indicacions del sacerdot Dănilă i de l'ancià Maranda, Vitòria decideix resar a Santa Maria i dejunar vint divendres seguits, amb l'esperança que Nechifor torni. Després que Gheorghiță torni a casa durant les vacances d'hivern, Vitòria va al monestir de Bistrița per resar a la icona de Santa Anna i demanar consell espiritual, després marxa cap a Piatra Neamț per denunciar la desaparició del seu marit. El prefecte de la comarca confirma que és possible que Nechifor hagi estat robat i assassinat, la qual cosa demostra la por de Vitòria. La dona decideix buscar el seu marit amb Gheorghiță, agafant un destral per defensar-se dels malfactors.

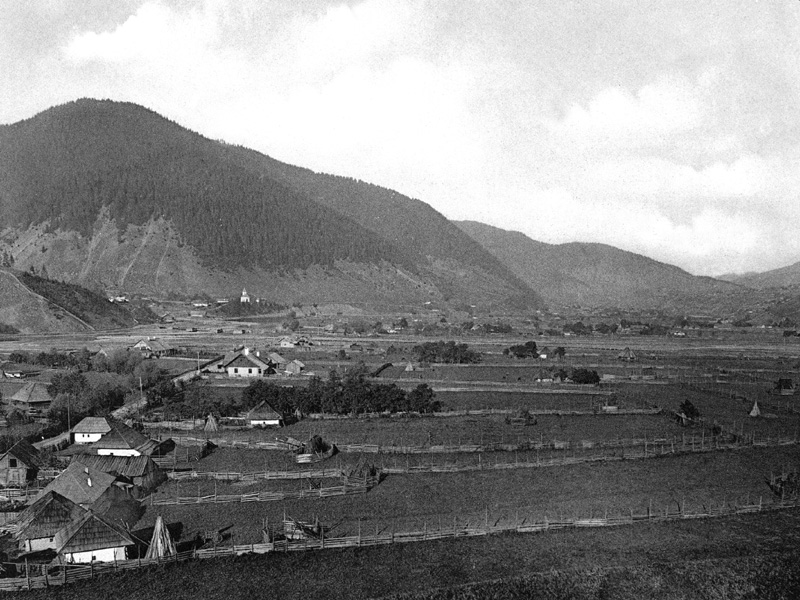
Els pobles de Borca i Sabasa a principis del. La zona va ser visitada per Sadoveanu abans d'escriure The Hatchet.

Després que al migdia del 10 de març vengués la resta de les seves ovelles a un comerciant jueu, David, Vitoria i Gheorghiță comencen a caminar per la ruta que Nechifor va caminar fins a Dorna. Travessen el riu Bistrița, passant per Bicaz, Călugăreni (on els deixa David), Farcașa, Borca, Broșteni i Crucea, preguntant per tot arreu si Nechifor hi havia estat. Vitòria finalment arriba a Vatra Dornei, on els registres de venda de Nechifor afirmen que va comprar 300 ovelles, i després va decidir que 100 ovelles anaven a altres dos propietaris desconeguts de la muntanya. Els ramats d'ovelles havien estat enviats al riu Neagra Șarului per a l'hivern des de Ștefănești pel riu Prut, i des d'allà se suposa que els tres camarades havien de continuar cap a casa.

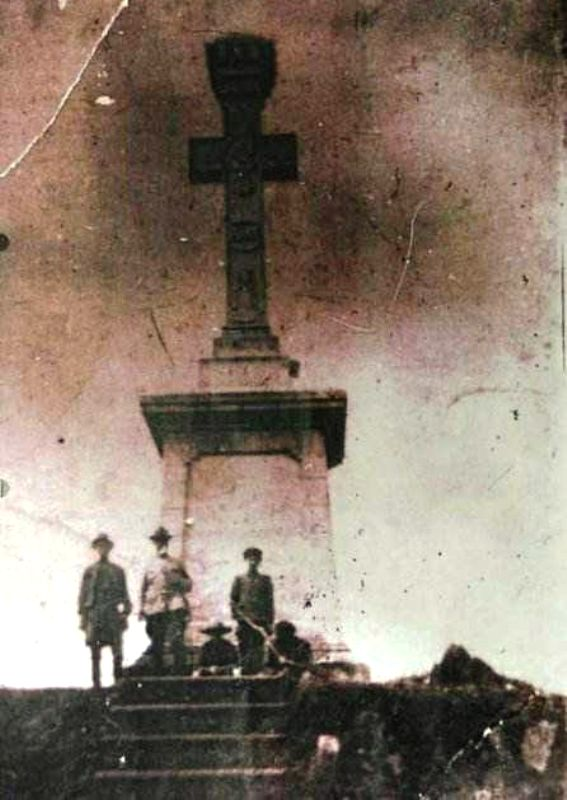
L'antiga "Creu dels italians" al coll de Stânișoara. Va ser construït per picapedrers italians l'any 1914, quan es va acabar la carretera dels italians, i va ser destruït per la guerra l'any 1944.

Vitòria i Gheorghiță van a la vall del Neagra per trobar els ramats d'ovelles, passant per Șaru Dornei, Păltiniș, Dârmoxa, Broșteni, Borca i Sabasa, viatjant per la camí dels italians través del pas de Stânișoara a Suha. En arribar a Suha, Vitòria s'assabenta pel publicà Iorgu Vasiliu i la seva dona Maria només hi havien passat dos pastors des de la tardor. Els dos pastors, Calistrat Bogza i Ilie Cuțui, viuen a la vall de Doi Meri i sembla que s'han enriquit ràpidament, i les seves dones es van tornar vanidoses i gastadores. Convocats a l'ajuntament, Bogza i Cuțui diuen que van comprar totes les ovelles de Lipan i van anar a la Creu dels Italians amb Nechifor, tornant a casa seva. Després que Vitòria rep un consell, la Maria llança un rumor a Suha que les ovelles que van ser venudes als dos pastors són qüestionables perquè després de la mort de Nechifor, no hi havia cap testimoni ni es van signar documents.

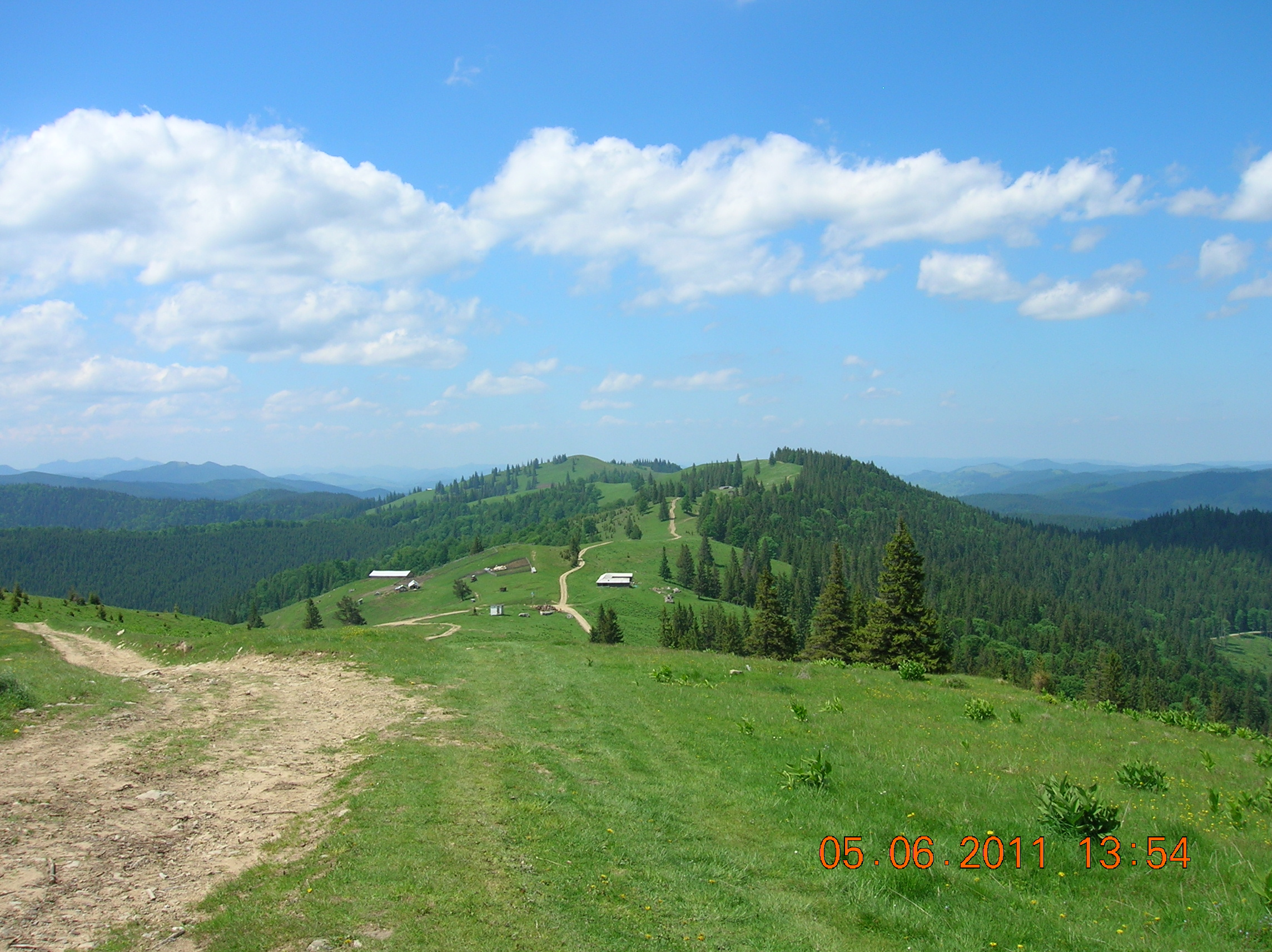
Stânișoara Pass al Camí dels Italians, també coneguda avui dia com la carretera de Vitòria Lipan.

Pensant ràpidament, Vitòria treu una conclusió sobre on havia estat assassinat en Nechifor Lipan i què va passar entre Suha i Sabasa. Torna al pas de Stânișoara i troba el gos de Nechifor al pati d'un vilatan. El gos la condueix a un barranc on es troba el cos de Nechifor, juntament amb el del seu cavall. El crani de Nechifor va ser trencat per una destral, demostrant que la seva mort va ser violenta. Les autoritats investiguen Bogza i Cuțui, que continuen dient que es van separar de Nechifor després d'haver-los pagat.
Vitòria organitza una gran festa a Sabasa per enterrar les despulles de Nechifor, convidant el subaltern i els dos amos de Suha. La dona acusa Calistrat Bogza d'haver colpejat el seu marit per darrere per endur-se les seves ovelles, amb Cuțui muntant guàrdia perquè no els sorprengués un transeünt. El cap de casa furiós surt de la casa i ataca en Gheorghiță, que es defensa i colpeja en Bogza al davant amb la destral, mentre el gos mossega el coll d'en Bogza. Ilie Cuțui es rendeix i confirma les acusacions de la dona, mentre que Bogza, que va ser greument ferit per la mossegada del gos, confessa la seva culpa i demana perdó.

## Personatges
- Vitoria Lipan: dona de Nechifor Lipan i mare de set fills, cinc dels quals han mort.[16]:24
- Nechifor Lipan – un pastor ric de Tarcău que pateix edema.[16]:25 Descendeix d'una família de pastors[16]:70 i posseeix un ramat d'ovelles.
- Gheorghiță Lipan - fill de Nechifor i Vitòria.
- Minodora Lipan - filla de Nechifor i Vitòria que és enviada al Monestir de Văratec mentre la seva mare busca en Nechifor.
- Lupu': el gos de la família Lipan que porta la família al cadàver de Nechifor i mossega en Bogza.
- Sacerdot Danil (Dănilă) Milieș – un sacerdot del poble de Tarcău.
- Crone Maranda – bruixa del poble de Tarcău.
- Iordan – el publicà de Tarcău.
- Mitrea: el granja de la família Lipan.[16]:29
- Elder Alexa: un vell que cuida ovelles per a Nechifor.
- Arximandrita Visarion – abat del Monestir de Bistrița.
- David - un comerciant jueu i amic de Nechifor.
- Donea – hostaler de Bicaz.
- Anastase Balmez – subsherrif del comtat de Neamț.
- Spiru Gheorghiu i Iancu Neculau – organitzadors de jocs d'atzar il·legals, de Galați. Ha estat atrapat a Farcașa.
- Elder Pricop: ferrer de Farcașa que convida Vitoria i Gheorghiță a sopar durant els seus viatges.
- Dumitru Macovei și Toma – hostalers de Șaru Dornei i Sabasa.
- Iorgu Vasiliu – hostaler de Suha.
- Maria – la dona d'Iorgu Vasiliu que sembla començar rumors.
- Calistrat Bogza: un poble de muntanya alt que mata a Nechifor Lipan.
- Ilie Cuțui: petit poble de muntanya i còmplice de Bogza en l'assassinat de Nechifor Lipan.
- Ileana – dona de Calistrat Bogza.
- Gafița - la dona d'Ilie Cuțui.

## Edicions i traduccions
- romanès: Baltagul. București: Cartea Românească, 1930.
- alemany: Die Axt. München: Albert Langen/Georg Müller, 1936. traducció de Harald Krasser.
- txec: Tři jezdci. Praha: Melantrich, 1938. traducció de Marie Karásková-Kojecká.
- eslovac: Horalka. Bratislava: Slovenska Grafia, 1943. traducció de Zuzka Dovalová.
- finès: Etsin miestäni. Helsinki: Oy Suomen kirja, 1944. traducció de Hilkka Koskiluoma.
- italià: La scure. In: L'osteria di ancutza. La scure: romanzi. Milano: A. Mondadori, 1944. traducció de Gino Lupi.
- hongarès: A balta. Budapest: Székesfűváros Irodalmi Intézete, 1948. traducció de Nora Aradi.
- búlgar: Брадва. Sofia: Narodna Kultura, 1948. traducció de Janka Miteva.
- anglès: The Hatchet. București: The Book Publishing House, 1955. traducció de Eugenia Farca. Later editions: London, 1965 and New York, 1991.
- francès: Le hachereau. Editions Le Livre, București, 1955. traducció d'Alexandru Duiliu Zamfirescu. Another translation, by Profira Sadoveanu, was published in 1973 by Editura Minerva, București.
- suec: Yxan. Stockholm: Rabén & Sjögren, 1959. traducció de Ingegerd Granlund.
- polonès: Zaginiony, Warsaw: Państwowy Instytut Wydawniczy, 1960. traducció de Rajmund Florans.
- portuguès: A machadinha, Lisabona: Edicão Livra do Brasil, 1962. traducció d’Alexandre Cabral.
- grec: To peleki. Athens: Difros, 1962. traducció de Doin. Hrysanthakopulu.
- danès: Øksen. Copenhagen: Skrifola, 1963. traducció de Per Skar.
- castellà: El Hacha. Buenos-Aires: Seijos y Goyanarte, 1964. traducció de María Teresa León.
- serbi: Osveta. Belgrade: Nolit, 1964. traducció de Aurel Gavrilov.
- eslovè: Nechiforjeva žena. Ljubljana: Prešernova družba, 1966.
- rus: Чекан. Moscow: Izvestija, 1983. traducció de Mihail Fridman.
- noruec: Øksa. Oslo: Gyldendal, 1997. traducció de Steinar Lone